# 日本国憲法施行の際現に効力を有する命令の規定の効力等に関する法律
日本国憲法施行の際現に効力を有する命令の規定の効力等に関する法律（にほんこくけんぽうしこうのさいげんにこうりょくをゆうするめいれいのきていのこうりょくとうにかんするほうりつ、昭和22年4月18日法律第72号）は、大日本帝国憲法下で出された命令の日本国憲法施行後における効力等に関する法律である。
全6条と附則で構成される。1947年（昭和22年）4月18日に公布され、日本国憲法とともに同年5月3日施行された。
なお、この法律は後に複数回改正が加えられているが、本項では当初の規定、改正を順をおって詳述する。

## 概説
この法律では、大日本帝国憲法（旧憲法）下での法形式と、日本国憲法（新憲法）下での法形式とが異なる（例:制度としての勅令がなくなり政令が設けられる等々）ことを受け、その間の適用関係、経過措置を定めている。具体的には次のような規定がある。
第1条
旧憲法下で命令（法律より下位の法規。勅令など）として帝国議会の審議を経ずに制定されたもののうち、新憲法施行の時点で現に有効な（廃止されていない）もので、かつ新憲法下の法体系では法律で制定すべきレベルに相当するものは、新憲法下にあっては原則として1947年12月31日まで法律としての効力を有する。
これは、新憲法施行後もその年末までは暫定的に（勅令などの名義のまま）法律としての効力を認めておき、必要であれば早期に新たな法律として立案することで国会のチェックを経た立法とすべきことを促すものである。従って、大日本帝国憲法第8条に基づいて制定され帝国議会の承諾を得られた勅令（いわゆる緊急勅令）について、最高裁判所は、昭和24年（れ）第2749号、昭和24年4月13日最高裁判所第一小法廷判決、刑集第4巻1号555頁にて、上記手続きにより制定された勅令である食糧緊急措置令に対し、本法第1条の「日本国憲法施行の際現に効力を有する命令」に当たらないと判示している。ただし、その期限適用の対象外となる命令もあり、それは以後の条項で列記されている。
第2条
他の法律等の中に「勅令」とあるのは「政令」と読み替えるものとする。
これは、新憲法施行により天皇が国政に関する権能を有しなくなるため勅令の制度が廃止され、それに相当するレベルの命令として新たに内閣が制定する「政令」が導入されることを受け、各種の法令中の「勅令」との表示を「政令」に読み替えることでその効力の継承を明確化したものである。ただし、これはあくまで読み替え規定であり、法改正の規定ではないことから、勅令と法文にある場合には、政令として解釈するというものであって、既存の法令番号の「勅令第○号」を直接「政令第○号」に改めたり、他の法律の条文中に存在する全ての「勅令」の語を一括して「政令」に改正する、というものではない。このため、2019年現在においても、法令番号中あるいは法令条文中に表記上「勅令」の語を含むものは存在している。もっとも70年以上経過し、法律の改正も行われたため、法律の規定で「勅令でこれを定める。」が残っているのは「昭和二十二年法律第五十三号（社寺等に無償で貸し付けてある国有財産の処分に関する法律）など数少なくなっている。
第3条
（10の特定の法律等の名を具体的に挙げた上）それら10の法律等を廃止する。
これは、皇族・王公族・華族などに関する特定の法律等について、新憲法下の法体系にそぐわなくなることに鑑み、いずれも廃止するものである。
附則
この法律は日本国憲法の施行の日（1947年5月3日）から施行し、これに関して必要な措置を政令で定める。
日本国憲法の施行に合わせてこの法律が施行されること、関連する措置を政令で定める旨を規定した。これに該当する政令として日本国憲法施行の際現に効力を有する勅令の規定の効力等に関する政令（昭和22年政令第14号）がある。

## 改正経過
この法律は、制定後次の改正がされた。順次記述する。
1. 昭和二十二年法律第七十二号日本国憲法施行の際現に効力を有する命令の規定の効力等に関する法律の一部を改正する法律（昭和22年法律第244号）
2. 国家行政組織に関する法律の制定施行までの暫定措置に関する法律（昭和23年法律第30号）
3. 日本国憲法施行の際現に効力を有する命令の規定の効力等に関する法律の一部を改正する法律（昭和23年法律第44号）
4. 行政官庁法等の一部を改正する法律（昭和23年法律第45号）
5. 行政官庁法等の一部を改正する法律（昭和23年法律第65号）
  - 他に、1.について正誤訂正が1件ある（誤「前項の」→正「前条の」。昭和27年2月22日付け官報本紙第7536号467頁）。

## 日本国憲法施行の際現に効力を有する命令の規定の効力等に関する法律
昭和二十二年法律第七十二号日本国憲法施行の際現に効力を有する命令の規定の効力等に関する法律の一部を改正する法律（しょうわ22ねんほうりつだい72ごうにほんこくけんぽうしこうのさいげんにこうりょくをゆうするめいれいのきていのこうりょくとうにかんするほうりつのいちぶをかいせいするほうりつ）は第1回国会で制定された。

## 制定

### 立法主旨
日本国憲法施行の際現に効力を有する命令の規定の効力等に関する法律は、大日本帝国憲法下で出された命令の日本国憲法施行後における効力等について規定したものである。本法では、当該被改正法に対して、大まかにわけて4点について改正を行うこととした。

#### ポツダム命令について
第1条の2（追加）
本条は、第1条の「旧憲法下で現に効力がありかつ法律で規定すべき事項を含む命令の失効規定」について、いわゆるポツダム命令の効力には関係がない、ということを明記したものである。
これは、ポツダム命令が「ポツダム緊急勅令」という法律の効力を有す命令を根拠としていること等の事情から、第1条の規定がポツダム命令の効力に影響を及ぼさないことは、当初の法が制定された当時でも当然であると政府は解釈していたが、第1条の規定がポツダム命令に影響を及ぼすと解釈される危険性を回避するため、第1条で規定された命令の効力が切れるのを期に、第１条の規定の影響を受けない確認的に規定した。

#### 行政官庁の組織に関する命令について
第1条の3（追加）
行政官庁の組織は法律で定める必要があるが、日本国憲法の施行の際に、総ての官庁の組織を法律で定めることは時間的にできなかったそのため従来、行政官庁法は、これら行政官庁を規定した命令中法律事項を含む命令（例えば大蔵省官制）について、1948年5月2日までの間その効力を認めていた。これは、当時のGHQ及び政府の意向として、国家行政組織について体系的にまとめた新法（国家行政組織法）が翌年中を目標に制定されることとなっていることから、官庁の組織に関する命令を日本国憲法施行から1年間までを含めて有効とし、行政官庁の根拠規定が欠如する事態を避けるものである。
これに対して本法では、法律事項を含む命令は、第1条により1947年12月31日までしか効力を認めておらず、行政官庁法と本法の関係が不明確であったため、本法第1条の3に行政官庁法と同じ1948年5月2日（後述のとおりこの期限は更に延長されている）までは法律としての効力を認めるものである。

#### 特定の命令の効力の延長について
第1条の4（追加）
（23の特定の命令の名を具体的に列挙した上）それら23の命令を国会の議決により法律に改められたものとする（題名・件名・法令番号はそのまま）。ただし、その法律としての存続期限は翌1948年7月15日までとし、所要の改正又は廃止措置を行わなければならない。1948年7月16日以降は法令として失効するものとする。
これは、第1条に定める1947年末までに法律制定が間に合わない事項が出てきたため、墓地埋葬に関する太政官達、警察犯処罰令（内務省令）、栄養士規則（厚生省令）、各共済組合令など23の特定の命令を挙げ、暫定措置を延長するものである。12月の改正時には暫定的に法律として扱う期限を1948年5月2日としていた。実際にはそれにも間に合わなかったものが出たため、後述のとおり期限を7月15日まで延長された上で、新たに翌16日には失効する旨の規定を設け、最終的な延長と位置づけている。

#### 第2条の解釈の明確化について
第2条（第2項の追加）
第2条に第2項を加えた。第2条は、これまで存在した勅令という形式が日本国憲法施行後になくなるため、他の法律中に「勅令」とあるものを「政令」と読み替えるという、法文上の調整に過ぎない規定である。
しかし、これが、内閣その他行政機関に対し、日本国憲法が認めていない場合に、法律に基づかないで命令を発する権限を付与したものと解されるおそれがある。従来の法律に「勅令をもって之（法律事項）を規定する」とあったものは、この第2条により「政令をもって之（法律事項）を規定する」と読み替えられるが、そうなると今まであった独立命令の様にこの規定により政令で法律事項を規定できる、という様に読める可能性がでてくる。
そのため政府は、そのような解釈をしないよう、第2項を加えて第2条の趣旨を明確化した。

### 国会及びその後の進行

#### 衆議院
政府提出案（第1回国会閣法第134号）として1947年12月2日に国会に提出され、当法案は、1947年12月2日に衆議院司法委員会に付託された。12月5日に司法委員会で趣旨説明がされ、12月6日に各派共同提案の修正案が提出された。
当初の法案では、上記の立法主旨のうち行政官庁の命令についての事項は提起されていなかった。同日の審議後、各会派が懇談会を行った結果、各会派共同提出という形で、12月6日に当法案の修正案が提出された。修正案では、上記行政官庁の命令についての事項と、第1条の3にある命令の一部削除が盛り込まれた。第1条の3にある命令のうち、17件の命令は既に別の法律として制定されており、その法律により失効したため、載せる必要がなくなったためである。また当修正案では、当初第1条第2項に規定する予定であったポツダム命令に関する事項が第1条の2に格上げされ、その影響で、政府提出案で第1条の2及び第1条の3とされた事項がそれぞれ第1条の3、第1条の4に繰り下げられた。
衆議院司法委員会で提出された修正案は、質疑及び討論を省略するかたちで採決を行い、全会一致で当修正案が可決され、原案の部分についても、全会一致で可決された。12月8日に本会議において当法案は、委員長報告の後、直ちに採決がおこなわれ、委員長報告のとおり全会一致で修正議決された。

#### 参議院
参議院に1947年12月2日に内閣から予備審査のために提出されたこの法案は、司法委員会に付託された。12月4日に司法委員会で趣旨説明がされ、12月6日にいくつか質疑が行われた。12月9日、衆議院で修正議決された法案が本案となり、質疑討論を省略し、全会一致で可決された。同日参議院本会議において当法案は、委員長報告の後、直ちに採決がおこなわれ、委員長報告のとおり全会一致で議決された。

#### 質疑
参議院において、主な論点として2点についての質疑が行われた。

##### 第1条の2及び第2条第2項について
第一に、第1条の2及び第2条第2項に関する事項である。両条文は、被改正法に対する政府解釈を明確化し、無用な争いを避けることを主旨として置かれたが、両条文を、わざわざ条文として明記する必要性があるのか、追加することこそ無用な誤解を生じさせるのではないか、という問題が提起された。
第1条の2（当時（修正以前）の法案では第1条第2項）について質問者は、立法技術の問題と根本的な問題と2つに分け、当条文を載せる必要性を政府委員に質問を行った。立法技術の問題として、質問者は、1947年12月31日に達することで第1条の規定がなくなり同時に第1条の2の規定もなくなると捉え、翌年1月1日からどのようになるか問題が生じると説き、また根本的問題として、質問者は、ポツダム命令を、日本国憲法を超越したものと捉え、わざわざ規定する必要はないと説いた。また第2条第2項について質問者は、当条文を追加することで、追加する以前と以後では解釈が変化する場合はともかく、政府は一貫した解釈をもって国政を行っており、追加以後も解釈に変化はない場合には、とかく親切に当条文を追加する意義がないのではないか、と説いた。
これに対し政府は、上記質問で問われた根本的問題は別として、ポツダム命令と本法第1条とは何ら無関係であることを主旨とし、万一の誤解を避けることを第一とし、実質においては、初めから第1条に括弧書きで規定があったという風に読み替えれば何ら弊害はないと説いた。また第2条第2項について、原条文だけでは勅令と政令が同じ性質ものと誤解を招く虞れがあるため、万一の誤解を避けるため規定したと説いた。

##### 第1条及び第1条の4について
第二に、第1条の「法律と同一の効力を有する」と第1条の4第1項の「国会の議決により法律に改められたものとする」の語句に関する事項である。本法第1条では以上のように規定しているのに対し、本案で追加する第1条の4では、違う文言を使用していることについて、質問者は、両文言の相違点とわざわざ文言を変える必要性があるかを質問し、第1条の文言に改めるべきと説いた。
これに対し政府は、第1条の4第1項で「法律と同一の効力を有する」を使用しなかった理由を、ニュアンスの問題だと説いた。第1条で規定した1947年12月31日までに間に合わなかったので単純に1948年5月2日まで延長したというものではなく、第1条の4第1項は、どうしても必要な措置を5月2日までに行い、今後は延ばすような態度は取らないという決心を示したものであると説いた。

#### その後
これにより当法案は、12月29日に法律第244号として公布され、同日施行された。

## 制定以降
その後、本法により追加された被改正法の第1条の2は、（国会採決時の議案原稿では誤っていなかったものの）官報での公布に際して「前条の」とあるべきところが「前項の」と誤って記されていたことが発覚し、昭和27年2月22日付け官報本紙第7536号467頁をもって当該部分は正誤された（既に条文が溶け込んでいる法の第1条の2そのものに対してでなく同条追加の根拠である改正法の当該追加規定部分を訂正）。

### 判例
本法で追加された第1条の2の解釈及び有効性について、以下の二つの最高裁判所判例が存在する。
昭和22年（れ）279号、昭和23年6月23日最高裁判所大法廷判決、刑集第2巻7号722頁では、ポツダム命令である銃砲等所持禁止令（昭和21年内務省令第28号）が現憲法下でも有効であるかを争われた裁判である。被告人側は、被改正法第1条により銃砲等所持禁止令は失効したと主張したが、最高裁判所は、ポツダム命令の効力について「新憲法の施行後においてもその効力を持続する」と判示し、本法によって「第一条に第二項として追加された規定は、当然のことをただ注意的に規定したものである」とし、上記立法主旨や質疑の答弁と同様の見解を示している。よって最高裁判所は、銃砲等所持禁止令は上記の理由に基づいて失効を主張することはできないとした。
昭和25年（れ）第1298号、昭和25年11月21日最高裁判所第三小法廷判決、刑集第4巻11号2364頁では、昭和二十年勅令第五百四十二号ポツダム宣言の受諾に伴い発する命令に関する件に基く麻薬取締規則（昭和21年厚生省令第25号）が当時でも有効であるかが論点とされた。この件について最高裁判所は『「日本国憲法施行の際現に効力を有する命令の規定の効力等に関する法律」一条の二は右の当然の法理を念のために明らかにしただけであつて、この法律によつて初めて麻薬取締規則が有効とされたのではない』とした。結果、上記規則の有効性は肯定された。

## 国家行政組織に関する法律の制定施行までの暫定措置に関する法律（昭和23年法律第30号）
第1条の3（改正）
1948年5月2日を1948年5月31日に延長。

## 日本国憲法施行の際現に効力を有する命令の規定の効力等に関する法律の一部を改正する法律
日本国憲法施行の際現に効力を有する命令の規定の効力等に関する法律の一部を改正する法律（にほんこくけんぽうしこうのさいげんにこうりょくをゆうするめいれいのきていのこうりょくとうにかんするほうりつのいちぶをかいせいするほうりつ）は第2回国会で制定された。

## 立法主旨
第1条の4（改正）
政府は法律化への準備を行ってきたが、諸般の止むを得ない事由により、遂に効力の期限である5月2日までに法律化等の措置を行うことができなかった命令がでてきてしまった。そのため今回の改正では、期限である5月2日を7月15日まで延長することとし、これを最終的な延長と位置づけるため、上記期限までに法律として制定され、あるいは廃止されない限りは、16日を以て効力を失うという規定を新たに追加することとした。

## 議会及びその後の進行

### 衆議院
政府提出案（第2回国会閣法第59号）として1948年5月13日に衆議院司法委員会に付託された。5月20日に司法委員会で審査が行われ、いくつか質疑が行われた。5月21日に行政代執行法の施行に伴う関係法律の整理に関する法律案と一括して議題とされた本案は、討論を省略され、採決が行われた結果、総員起立で原案通り可決されるに至った。
5月26日に衆議院本会議に審議の場を移した本案は、同委員会で可決された民事訴訟法の一部を改正する法律案及び行政代執行法の施行に伴う関係法律の整理に関する法律案と一括して採決がなされた。結果、本案は異議なしと認められ、委員長報告通り可決された。

### 参議院
参議院司法委員会でも同様に5月18日から予備審査を開始、いくつか質疑が行われた。5月27日、討論を省略し採決が行われ、結果、総員起立で可決されるに至った。翌日5月28日に参議院本会議に移った本案は、行政代執行法の施行に伴う関係法律の整理に関する法律案と一括して採決が行われ、結果、総員起立で委員長報告通りこれを可決するに至った。

### 質疑
衆参両議院において、主な論点として3点についての質疑が行われた。

#### 7月15日について
第一に、7月15日の日付についてである。上記の通り、本案により5月2日から7月15日に期間が延長されるが、この日付について、なぜこの期日としたのか、という質問が行われた。
これに対し政府は、見通しとしては当該期日まで延長する必要はないというものであったが、予想外の出来事も考慮した結果、同会次にて審議されている刑事訴訟法の全部改正案（現行の刑事訴訟法）と調子を合わせる形で、7月15日としたと説いた。なお、当時の刑事訴訟法改正案は、1948年7月15日を施行日としていたが、裁判所や弁護士会の意見を参考にした結果、準備期間として最低6ヶ月は必要と判断され、後の審議で修正がかかり、施行日を1949年1月1日に延ばされた。

#### 第1条の4の効力について
第二に、第1条の4による効力の範囲についてである。本条は、当該条文に列記された命令にたいし、法律として扱うこととしたものである。本案で追加される第3項では、本条の失効期限として7月15日までとしたが、これに対し質問者は、当時上記命令で他の法律により廃止された命令（栄養士規則、警察犯処罰令など。）に対しても7月15日まで効力が続くと読めるのではないか、と説いた。
これに対し政府はこの件に関して、他の法律によって廃止されているので適用上なんら問題はないと説いた。また政府は、本条で列記された命令を法律としてでき次第順次削除していくことが完全な手法である説いたが、諸般の事情を考慮した結果、上記の手法をあえて行わなかったことも付け加えて説明をした。

#### 各命令の進行状況
第三に、第1条の4第1項で列記された命令の法律化の進行状況についてである。政府は各命令について5月18日現在の進捗状況を以下のように説明した。
墓地埋葬関連の3件
墓地、埋葬等に関する法律案として既に国会に提出されており、現在審議が行われている最中である。
警察犯処罰令
軽犯罪法として成立し、附則により削除済みである。
有害避妊用器具取締規則
避妊用器具等取締法案として、国会にはまだ提出されていないが、準備は整っている状態である。（後に薬事法案に吸収される形となった。）
開港港則
港湾法案として現在政府内部で準備をすすめている状態である。
家畜ニ応用スル細菌学的予防治療品及診断品取締規則
家畜用血清類取締法案として既に国会に提出しているが、薬事法の全部改正案の関係上、審議が停止している状態である。（後にこの法案は廃案となり、薬事法案に吸収される形となった。）
栄養士規則
栄養士法として成立し、附則により削除済みである。
食肉輸移入取締規則
必要なしと判断された結果、食肉輸移入取締規則を廃止する法律案として国会に提出されている状態である。
医薬品等の封緘及び検査証明の取締に関する件
薬事法案に盛り込まれ、現在国会にて審議中である。
共済組合関連の13件
国家公務員共済組合法案として一本化し、現在政府内で準備を整えている状態である。

### その後
両議院で可決された本案は、5月31日に法律第44号として公布、同日施行され、また本案附則により、5月2日から遡及して適用された。これにより第1条の4第1項に掲げられた命令は、5月2日から5月31日までの間に関しても、継続して法律として扱われることとなった。

## 行政官庁法等の一部を改正する法律（昭和23年法律第45号）
第1条の3（改正）
1948年5月31日を1948年6月30日に延長。
国家行政組織法案は、1948年5月10日国会に提出されたが、なおこれと一体をなす各省設置法案は未だ提出できない状態であったため、暫定措置を、更に1月延長した。

## 行政官庁法等の一部を改正する法律（昭和23年法律第65号）
第1条の3（改正）
1948年6月30日を国家行政組織に関する法律が制定施行される日の前日に延長。
国家行政組織法案は、国会での修正がされ各省設置法案は、すべてこれを撤回して、あらためて国会の修正の趣旨に基いて原案を作成して、次期の国会に提出することなり、暫定措置を、更に国家行政組織に関する法律が制定施行される日の前日まで延長した。